# Amoraïm
Els amoraïm (arameu: אמוראים, singular: אמורא, ‘aquells que diuen’ o ‘aquells que comenten’) van ser els savis jueus que comentaven i transmetien els ensenyaments de la Torà, prenent com a base la Mixnà. El seu període s'estén aproximadament des de l'any 220 dC fins a l'any 350 dC a Israel i fins a l'any 500 dC a Babilònia.
Hi ha dues escoles d'amoraïm d'acord on vivien, l'escola de la Terra d'Israel i l'escola de Babilònia. La finalització del període anterior, el dels tanaïm, es produeix amb la mort del rabí Yehudà ha-Nassí (‘el príncep’), autor de la Mixnà, el principal codi legal jueu (halacà) del judaisme rabínic.
Els amoraïm es van caracteritzar pels seus comentaris, aclariments i complements de la Mixnà, que estan compilats en la Guemarà. Els dos cossos jurídics constitueixen el Talmud, del qual hi ha dues versions, el Talmud de Babilònia i el Talmud de Jerusalem. Per al seu estudi, el període dels amoraïm tradicionalment es divideix en set generacions.